# Donegal Town
Donegal o Donegal Town (Dún Na nGall o Baile Dhún na nGall in gaelico) è una cittadina della repubblica d'Irlanda, situata nell'omonima contea, nell'Ulster, di cui è uno dei centri di riferimento dell'area di sud-ovest.
La cittadina sorge al centro della baia di Donegal, a ridosso dei monti Bluestack.
Di origine quasi certamente vichinga, si distingue da molti altri centri abitati della contea per come è costituita ed è oggi una ridente località dedita principalmente alla pesca e al turismo, quest'ultimo abbastanza intenso grazie alla posizione del centro sulla strada statale che porta a Derry e Letterkenny e grazie agli influssi storici che la caratterizzano.
Pur dando il nome alla propria contea e alla baia su cui si affaccia non è né il capoluogo o centro amministrativo del Donegal né la città più grande o popolosa.

## Origini del nome
La parola Donegal deriva dal gaelico Dún Na nGall, che significa "forte dello straniero". La parola è anche adottata dalla contea, originariamente chiamata Tyrconnell, per includere anche la penisola di Inishowen che non faceva parte dell'antica regione.
Dato che colloquialmente con la parola Donegal ci si riferisce il più delle volte alla contea di cui il centro fa parte spesso viene chiamata Donegal Town (Baile Dhún na nGall in irlandese): in italiano questo è ancora più frequente. Nella segnaletica stradale d'ingresso viene invece indicata come Donegal Historic Town per la presenza di vari monumenti di origine celtica e vichinga.

## Storia

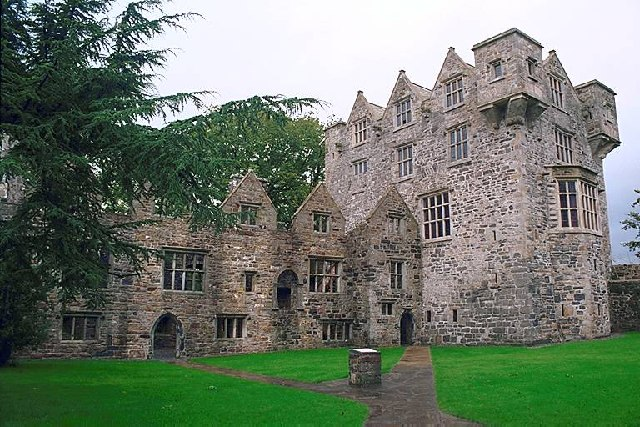
Donegal Castle: il castello mostra ancora la costruzione originale degli O'Donnell e l'ala postuma aggiunta da Basil Brooke

L'aspetto storico è molto importante per la cittadina di Donegal, che si presenta ai visitatori come Donegal Historic Town: già dai tempi preistorici l'area in cui sorge adesso il centro erano senza dubbio abitati, come evidenziano insediamenti intorno all'attuale abitato contemporanei al periodo preistorico, come forti circolari in pietra e altre costruzioni. È stato tramandato un fatto storico pervenuto fino a oggi di un antico forte danese distrutto Murtagh Mac Lochlainn, grande re d'Irlanda nel 1159. Questo insediamento vichingo potrebbe essere ricondotto al toponomastico della città: Dún Na nGall significa, infatti, tradotto dal gaelico "forte degli stranieri".
Tuttavia la parte principale della storia di Donegal ruota intorno al clan degli O'Donnell, che ebbero un ruolo da protagonisti anche nella storia dell'intera Irlanda. Dal XV al XVII secolo essi furono i fautori della principale opposizione alla colonizzazione inglese dell'Irlanda. La città tutt'oggi contiene un castello e i resti di un'abbazia francescana anteriori al XV secolo. Gli annali dei Quattro Maestri, secondo quanto tramandato tradizionalmente, si pensa siano stati iniziati nell'abbazia nei primi anni del XVII secolo. La storia di Red Hugh O'Donnell, signore di Tyrconnel, è stata d'ispirazione per molti libri e film, non per ultimo 'The Prince of Donegal' della Disney.
Dopo il Flight of the Earls del 1607 il castello con i relativi possedimenti furono dati a un capitano inglese, Basil Brooke, in una delle tante operazioni che formarono la cosiddetta Plantation of Ulster. Brooke ristrutturò il maniero e aggiunse un'ala in stile contemporaneo. L'attuale pianta della città fu progettata in quel periodo, includendo una piazza centrale assai gradevole tutt'oggi esistente e, anzi, fulcro delle attività cittadine e del traffico, il Diamond, così chiamato per la sua forma particolare che richiama un diamante. La grande carestia irlandese non risparmiò Donegal, come ancora dimostrano vari segni rimasti dell'antica piaga, tra tutti una workhouse, oggi sede di un ospedale locale, e una lapide commemorativa.

## Luoghi d'interesse

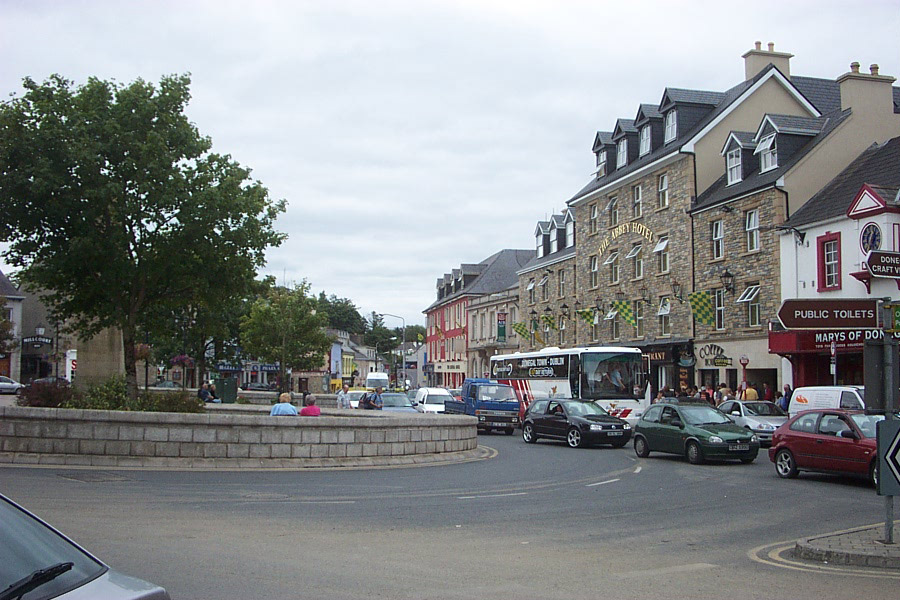
"The Diamond": scorcio di Donegal sulla rinomata quanto trafficata piazza centrale a forma di diamante

Il fulcro dei movimenti e della vita di Donegal è il cosiddetto Diamond, una piazza a forma di diamante (da cui il nome inglese) tipica dei centri di origine vichinga: il luogo è sempre affollato di abitanti e turisti, sia per i pub che per i ristoranti oltre che per la sua posizione centrale, e da numerose vetture. In certi momenti il traffico nel Diamond è elevatissimo, tanto che il Consiglio di contea è dovuto intervenire e costruire con il governo un bypass esterno della strada N22 per non affollare troppo la cittadina.
Il principale monumento della cittadina è il castello di Donegal (Donegal Castle): questo antico maniero, situato ai margini del centro storico su un piccolo corso d'acqua, risale al XV secolo ed è stato la residenza principale del potente clan degli O'Donnell prima della loro espulsione da parte degli inglesi. Successivamente è stato preso, restaurato ed espanso da un Lord britannico, che ha sviluppato un'ala più alta tutt'oggi visibile.

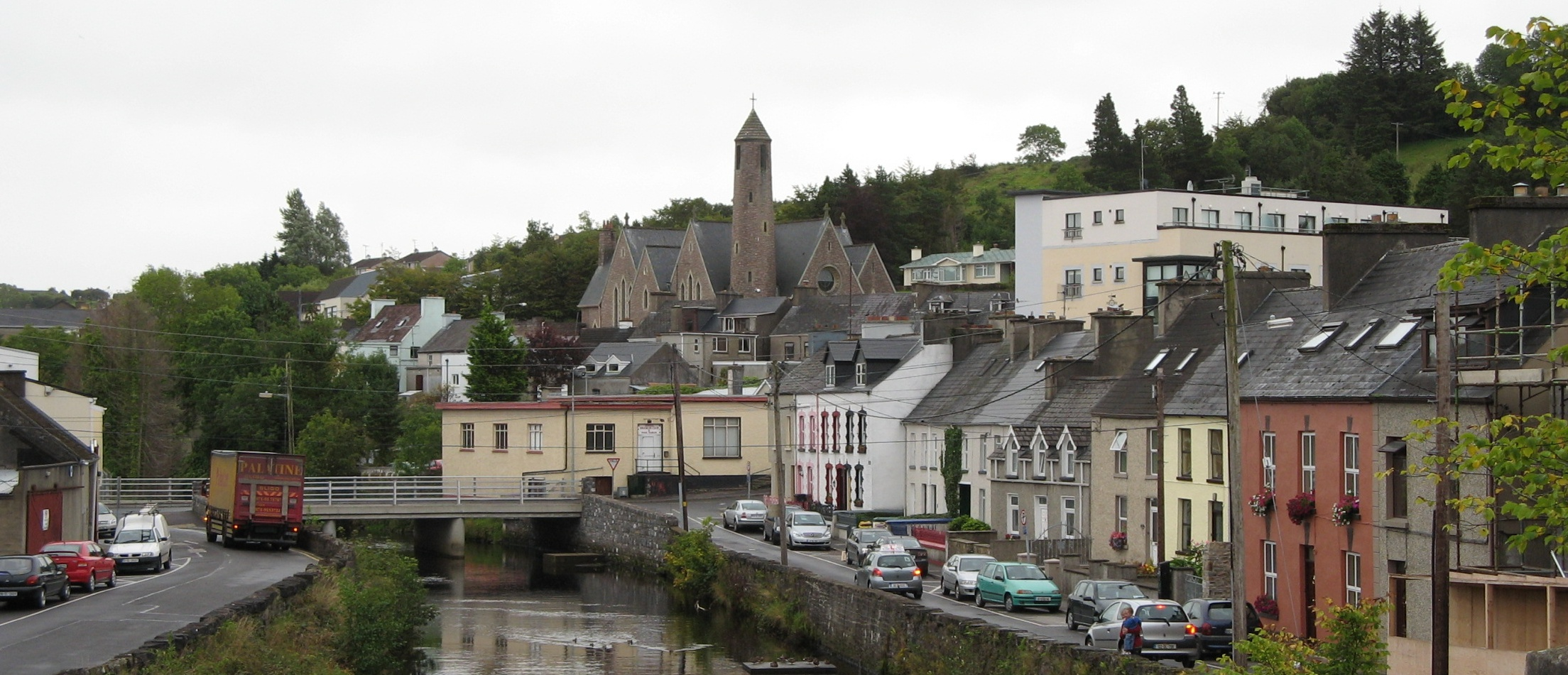
Suggestiva panoramica posteriore di Donegal con l'abbazia che svetta

Accanto al castello è situata una piccola torre campanaria con un orologio, successiva al maniero per costruzione, contenente anche una piccola chiesetta.
L'edificio ecclesiastico principale è comunque l'abbazia francescana, oggi chiesa cattolica locale, situata nell'altro lato del centro abitato sulla Main Street che esce poi dal villaggio verso Derry e il Donegal centrale, che si erge da una piccola collina di prato: l'abbazia, ben mantenuta, presenta un'interessante struttura di granito rosso lucido e una torre campanaria visibile da gran parte del villaggio.

## Economia

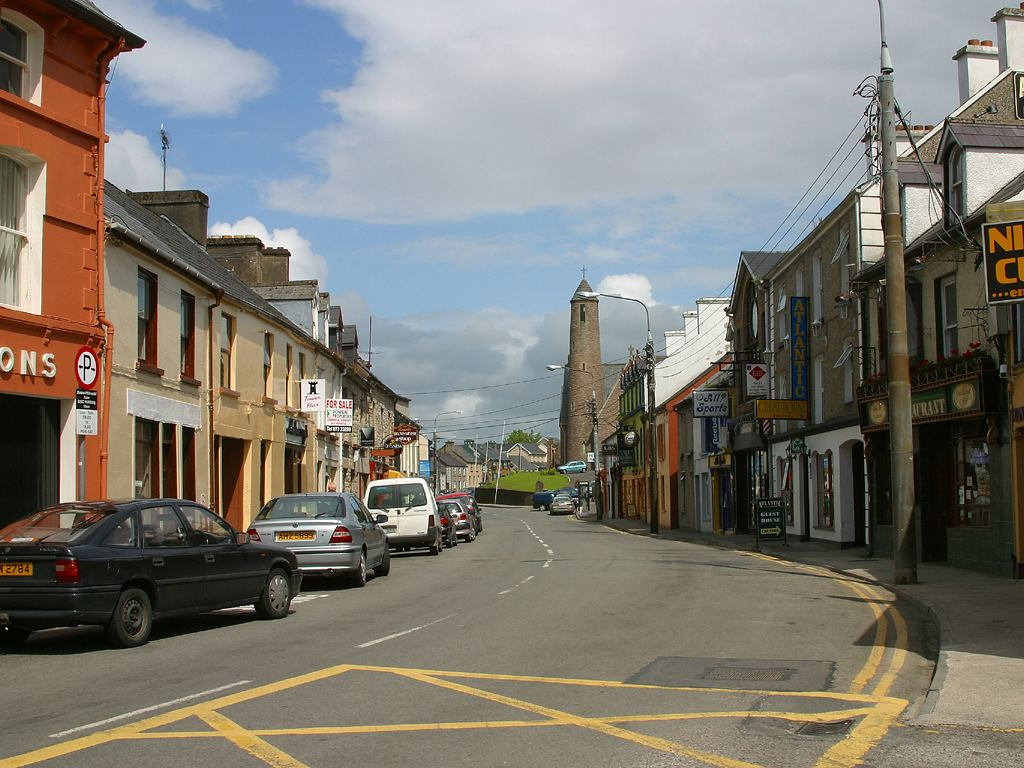
La Main Street che porta a Derry e Letterkenny, spesso trafficata da turisti e abitanti che cercano amenità altrove. Sullo sfondo la chiesa cattolica di Donegal, costruita in granito rosso locale

Donegal è molto visitata durante i mesi estivi dai turisti, più per la sua posizione di gateway tra Sligo e il resto della propria contea che non per veri motivi di natura artistica, nonostante i monumenti o gli influssi storici non manchino. Oltre a questo, ci sono spiagge molto gradevoli molto apprezzate per il surf nell'Europa occidentale. È anche un ottimo punto di partenza per quanti scelgano di fare escursioni a piedi dei monti vicini, mentre dal porto parte quotidianamente un Waterbus che fa il giro della Donegal Bay. Nonostante sia ben fornita di alberghi e camere per i visitatori, la città è priva di veri intrattenimenti per la sua popolazione locale, i quali spesso devono viaggiare in cittadine vicine come Ballyshannon o Letterkenny per potere disporre di piscine, cinema e aree commerciali.
La più grande impresa della città è Magee of Donegal, specializzata nel settore tessile e conosciuta in tutto il mondo. Come molte altre imprese tessili d'Irlanda, sta soffrendo una notevole crisi a discapito di molti lavoratori. Nel 2005 è stato annunciato che il maggior datore di lavoro cittadino, la compagnia statunitense Hospira, avrebbe chiuso con la perdita di 560 posti di lavoro. Questo fatto è stato sentito parecchio a Donegal e ha provocato danni per circa trenta milioni di euro.

## Sport e media
A Donegal vengono praticati parecchi sport. Lo sport più diffuso nella zona è il calcio gaelico, specialmente per il club locale della Gaelic Athletic Association, The Four Masters, che sta inoltre cercando di diffondere anche l'hurling. Altri sport apprezzati sono calcio, rugby, pallacanestro e atletica.
In città è presente la sede del quotidiano regionale Donegal Democrat  Archiviato il 2 aprile 2006 in Internet Archive. e del più locale The Donegal Times . Ocean FM, una emittente radiofonica indipendente regionale, ha uno dei suoi studi nella cittadina, che copre gran parte del Donegal meridionale.

## Amministrazione

### Gemellaggi
- Séné